# Análise crítica da evolução
A Análise Crítica da Evolução refere-se tanto à tática de promover o design inteligente usando aspectos da campanha Ensine a Controvérsia quanto a uma proposta de plano de aula de ciências promovendo aulas do design inteligente em escolas de ensino médio. Foi desenvolvida pelo Discovery Institute, os originadores do movimento do design inteligente, como parte de sua campanha para promover o neocriacionismo. É uma parte integral e também um slogan da campanha Ensine a Controvérsia, que tem como objetivo desestabilizar o ensino da evolução nos currículos de ciências das escolas públicas e suplementá-lo com o design inteligente.
A principal característica do plano de aula é de que a evolução seja tratada como uma teoria que deve ser questionada nas aulas de ciências de acordo com o processo científico. A apresentação do Discovery Institute acerca da evolução é completamente oposta a da comunidade científica, onde a evolução é praticamente universalmente aceita. O professor da Universidade McGill, Brian Alters, afirmou em um artigo publicado pela NIH que "99.9 por cento dos cientistas aceitam a evolução" enquanto o design inteligente vem sendo rejeitado pela maioria esmagadora da comunidade científica. A Associação Americana para o Avanço da Ciência já afirmou que não existe uma controvérsia significativa dentro da comunidade científica sobre a validade da teoria da evolução. Outros declararam que a Análise Crítica da Evolução não é nada além de criacionismo e design inteligente disfarçados e, portanto não possui um lugar em aulas de ciência.